# Jemari (J.K. Nagar Township)
Jemari (J.K. Nagar Township) là một thị trấn thống kê (census town) của quận Barddhaman thuộc bang Tây Bengal, Ấn Độ.

## Nhân khẩu
Theo điều tra dân số năm 2001 của Ấn Độ, Jemari (J.K. Nagar Township) có dân số 14.087 người. Phái nam chiếm 55% tổng số dân và phái nữ chiếm 45%. Jemari (J.K. Nagar Township) có tỷ lệ 62% biết đọc biết viết, cao hơn tỷ lệ trung bình toàn quốc là 59,5%: tỷ lệ cho phái nam là 71%, và tỷ lệ cho phái nữ là 51%. Tại Jemari (J.K. Nagar Township), 12% dân số nhỏ hơn 6 tuổi.